# Esclauzels
Esclauzels település Franciaországban, Lot megyében. Lakosainak száma 218 fő (2022. január 1.). Esclauzels Arcambal, Aujols, Berganty, Concots, Cremps, Saint-Cirq-Lapopie és Saint Géry-Vers községekkel határos.

## Népesség
A település népességének változása:
| Lakosok száma | 108  | 133  | 139  | 174  | 225  | 224  | 224  | 221  | 219  | 218  |
|               | 1968 | 1982 | 1990 | 2006 | 2013 | 2015 | 2017 | 2019 | 2020 | 2022 |